# スタニスラフ・マノレフ
スタニスラフ・マノレフ（ブルガリア語: Станислав Манолев, ラテン文字表記: Stanislav Manolev, 1985年12月16日 - ）は、ブルガリア・ブラゴエヴグラト出身の元同国代表サッカー選手。現役時代のポジションは右サイドバック及び右サイドハーフ。
気性が激しい選手として知られ、クラブでは頻繁にカードを提示され、代表では監督と衝突している。ちなみに、2011-12シーズンで通算11枚のイエローカードを提示され、エールディヴィジのシーズン最多タイ記録を保持している。

## 経歴

### クラブ

#### ブルガリア
ピリン1922でキャリアを開始したマノレフは、2005年初旬にリテックス・ロヴェチと契約し、2008年に国内カップのタイトルを獲得。5月21日の同大会決勝PFCチェルノ・モレ・ヴァルナ戦（1-0勝利）で53分に決勝点を挙げて優勝に貢献し、さらに同試合の最優秀選手に選出された。翌2009年5月26日に再度カップ戦のタイトルを獲得した。

#### PSVアイントホーフェン
2009年7月25日にオランダ1部の強豪PSVアイントホーフェンと3＋2年契約を締結。報道によると移籍金は310万ユーロで、PSVから将来移籍する際の移籍金の内20%が前所属のリテックス・ロヴェチに入ってくる。入団会見でPSVのフレット・ルッテン監督はマノレフをユーティリティ性の高い選手と評した。
2009年8月6日にチェルノ・モレとのUEFAヨーロッパリーグ 2009-10予選3回戦を先発で公式戦初出場を飾った。同試合でチームは1-0で勝利したものの、マノレフは24分に1枚目のイエローカード、44分に2枚目を提示され退場した。リーグ戦初出場となった8月9日のFCトゥウェンテ戦では1点を追いかける中でジュジャーク・バラージュの同点弾をアシストし、69分にヤン・クロンカンプと交代するまでプレー。また、同試合でもイエローカードを提示された。先発フル出場した8月16日のアヤックス・アムステルダム戦（4-3勝利）では、75分にオトマン・バッカルの決勝点をアシスト、8月23日のNACブレダ戦（3-1勝利）で2アシスト、9月12日のローダJC戦（3-1勝利）で初得点、10月18日にKNVBカップのローダJC戦で公式戦2得点目、2010年4月14日にSCヘーレンフェーン戦（2-2）でリーグ戦2得点目を挙げた。
これらの活躍から移籍1季目終了後の2010年5月に英紙ガーディアンのオンライン版は、マノレフの右SBでの印象的なパフォーマンスからヨーロッパのトランスファー・ターゲットのトップ50に選出した。しかし、シーズンを重ねていく中で攻撃面で活躍を見せて一部から人気を集める一方、信じられないミスを犯してチームを危機に追いやって批判を浴びなるなど不安定なプレーに終始し、クロス精度の悪さからVoetbal Internationalの評論家であり元PSVの選手であったレネ・ファン・デル・ハイプから度々からかわれ"blind horse"との不名誉な愛称を得ている。それに対しマノレフは、「オランダのテレビは見てないし、気にしてない。15回は良いクロスをあげているし、誰でも守備で時にミスをする。自分は攻撃が好きで、守備ばかりしたくはないし、監督は前に上がることを認めている。それに欧州の大きなクラブのSBは攻撃的だ。」と語り、2012年3月には2014年までの契約延長を勝ち取った。
しかし、2012-13シーズンに就任したディック・アドフォカート新監督は「彼は3年間間違ったポジションで使われていたんだ。彼は右バックではなく右ハーフ」と語ったように右サイドバックの1番手はアティバ・ハッチンソンが務めることになり、前線での出番もなく出場機会が激減した。

#### フラムFC
2013年1月31日にマルティン・ヨル監督率いるイングランド1部のフラムFCへシーズン終了までの期限付き移籍をした。ヨーロッパで最悪な右サイドバックと呼ばれるマノレフの獲得に対し疑問の声があがったものの、ヨル監督はレディングFCへ移籍したスティーブン・ケリーの後釜として期待を寄せた。しかし、右サイドバックのポジション争いでサシャ・リーターの後塵を拝し、出場数僅か5試合（先発4）に留まったこともあり、完全移籍のオプションが行使されることはなくPSVへの復帰が決定した。

#### FCクバン・クラスノダール
2014年にPSVを退団しロシアのFCクバン・クラスノダールに移籍。同年後半はFCディナモ・モスクワでプレーし、翌年2月26日にはクバンと再び契約した。

#### CSKAソフィア
2016-17シーズンよりPFC CSKAソフィアへ加入し母国に復帰した。

#### PFCルドゴレツ・ラズグラド
2019年2月、PFCルドゴレツ・ラズグラドに1年半契約で移籍した。

#### OFKピリン・ブラゴエヴグラト
2020年夏、OFKピリン・ブラゴエヴグラトに移籍した。2022年5月21日のPOFKボテフ・ヴラツァ戦を最後に現役を引退した。

### 代表
2008年8月20日にプラメン・マルコフ監督の下でボスニア・ヘルツェゴビナとの親善試合でブルガリア代表初出場を飾る。2010 FIFAワールドカップ・ヨーロッパ予選のイタリア戦とモンテネグロ戦に招集されたが出番はなく、11月のセルビアとの親善試合で後半から45分出場。その後、2010年W杯予選のアイルランド戦とキプロス戦の2試合で先発出場した。
2012年9月7日に2014 FIFAワールドカップ・ヨーロッパ予選のイタリア戦（2-2）で代表初得点となる先制点を挙げた。

## タイトル
リテックス
- ブルガリア・カップ : 2007-08, 2008-09

PSV
- KNVBカップ : 2011-12

ルドゴレツ
- ファースト・プロフェッショナル・フットボールリーグ : 2018-19
- ブルガリア・スーパーカップ : 2019